# ダルマエナガ科
ダルマエナガ科（ダルマエナガか、学名 Sylviidae）は、鳥類スズメ目の科である。
主に旧大陸の中低緯度に生息するが、ミソサザイモドキのみアメリカ西海岸に生息する。

## 名称
学名どおりにはズグロムシクイ科であり、ダルマエナガ科 Paradoxornithidae はシノニムである。ダルマエナガ科 Paradoxornithidae を単独の科とする説もあった。
ウグイスを含む場合はウグイス科、ヨシキリを含む場合はヨシキリ科と和名が変化する。ただし現代的な分類では、ウグイスはウグイス科 Cettiidae、ヨシキリはヨシキリ科 Acrocephalidae に分離される。

## 系統と分類
系統樹は Genalg et al.(2009)より。ダルマエナガ科内の系統名「～類」は仮のものである。
|  | キンムネチメドリ Lioparus                                                                       |
|  |                                                                                                 |
|  | \| \| ノドジロチメドリ類 \| \| \| \| \| \| ダルマエナガ類（ミソサザイモドキを含む） \| \| \| \| |
|  |                                                                                                 |
|  | ノドジロチメドリ類                                                                              |
|  |                                                                                                 |
|  | ダルマエナガ類（ミソサザイモドキを含む）                                                        |
|  |                                                                                                 |

|  | ノドジロチメドリ類                       |
|  |                                          |
|  | ダルマエナガ類（ミソサザイモドキを含む） |
|  |                                          |

|  | キンムネチメドリ Lioparus                                                                       |
|  |                                                                                                 |
|  | \| \| ノドジロチメドリ類 \| \| \| \| \| \| ダルマエナガ類（ミソサザイモドキを含む） \| \| \| \| |
|  |                                                                                                 |
|  | ノドジロチメドリ類                                                                              |
|  |                                                                                                 |
|  | ダルマエナガ類（ミソサザイモドキを含む）                                                        |
|  |                                                                                                 |

|  | ノドジロチメドリ類                       |
|  |                                          |
|  | ダルマエナガ類（ミソサザイモドキを含む） |
|  |                                          |

|  | メジロ科 Zosteropidae |
|  |                       |
|  | チメドリ科 Timaliidae |
|  |                       |

|  | キンムネチメドリ Lioparus                                                                       |
|  |                                                                                                 |
|  | \| \| ノドジロチメドリ類 \| \| \| \| \| \| ダルマエナガ類（ミソサザイモドキを含む） \| \| \| \| |
|  |                                                                                                 |
|  | ノドジロチメドリ類                                                                              |
|  |                                                                                                 |
|  | ダルマエナガ類（ミソサザイモドキを含む）                                                        |
|  |                                                                                                 |

|  | ノドジロチメドリ類                       |
|  |                                          |
|  | ダルマエナガ類（ミソサザイモドキを含む） |
|  |                                          |

|  | キンムネチメドリ Lioparus                                                                       |
|  |                                                                                                 |
|  | \| \| ノドジロチメドリ類 \| \| \| \| \| \| ダルマエナガ類（ミソサザイモドキを含む） \| \| \| \| |
|  |                                                                                                 |
|  | ノドジロチメドリ類                                                                              |
|  |                                                                                                 |
|  | ダルマエナガ類（ミソサザイモドキを含む）                                                        |
|  |                                                                                                 |

|  | ノドジロチメドリ類                       |
|  |                                          |
|  | ダルマエナガ類（ミソサザイモドキを含む） |
|  |                                          |

|  | メジロ科 Zosteropidae |
|  |                       |
|  | チメドリ科 Timaliidae |
|  |                       |

現代的な分類でのダルマエナガ科は、チメドリ科 Timaliidae +メジロ科 Zosteropidae の姉妹群である（メジロ科をチメドリ科に含めるならチメドリ科が姉妹群となる）。
ズグロムシクイ属は伝統的にチメドリ科とされた数種を内包する側系統である。これらの一部はズグロムシクイ属に含めることが議論されている。
ダルマエナガ類はミソサザイモドキを内包する側系統である。かつてはオオダルマエナガ Conostoma 以外のダルマエナガ類は1属ダルマエナガ属 Paradoxornis にまとめられていたが、ミソサザイモドキとオオダルマエナガを内包する側系統だったため、複数属に分割された。

### 歴史
現在のダルマエナガ科が単系統として認識されたのは最近のことであり、ズグロムシクイ属 Sylvia とそれ以外では、異なる分類史を持つ。
これらは共に Hartert (1910) により拡大されたヒタキ科 Muscicapinae に含められたが、その中で異なる亜科とされた。それらの亜科は Amadon (1957) や Wetmore (1960) により別々の科となっており、現在の科に相当する。
ズグロムシクイ属はヒタキ科ウグイス亜科 Sylviinae / ウグイス科 Sylviidae に含まれた。この科はウグイスなど「旧世界ムシクイ類」Old World warblers からなる科だったが、それらの類似は収斂進化のためであり、系統が判明するといくつもの科に解体された。ズグロムシクイ属は旧世界ムシクイ類の中では孤立した系統位置にあり、それを含む科として定義される Sylviidae はズグロムシクイ属のみの単型科ズグロムシクイ科となった。
ズグロムシクイ属以外の属はヒタキ科チメドリ亜科 Timaliinae / チメドリ科 Timaliidae に含まれていた。ただし、ダルマエナガ類とミソサザイモドキはこの科に含めるかどうか議論があった。当初これらは、Delacour (1946) によりヒゲガラ属 Panurus と共にチメドリ科ミソサザイ族 Chamaeini にまとめられた。しかしダルマエナガ類は、ダルマエナガ亜科 Paradoxornithinae / ダルマエナガ科 Paradoxornithidae に分離されたり (Mayr & Greenway 1956)、ヒゲガラ属と共に分離（科名はダルマエナガ亜科 / ダルマエナガ科のこともヒゲガラ亜科 Panurinae / ヒゲガラ科 Panuridae のこともあった）されたりした。ミソサザイモドキは単型のミソサザイモドキ科 Chamaeidae に分離されたりした (Wetmore 1960)。
Sibley and Ahlquist (1990) はダルマエナガ亜科 Sylviinae にチメドリ類・ズグロムシクイ属・ミソサザイモドキ・ダルマエナガ類をまとめた。ただし、ズグロムシクイ属とミソサザイモドキはそれぞれ単型のズグロムシクイ族 Sylviini・ミソサザイモドキ族に、ダルマエナガ類はチメドリ類と共にダルマエナガ族 Timaliini に分けられた。
Cibois (2003)やそれに続くDNAシーケンス系統により、ダルマエナガ類、ミソサザイモドキ、さらにチメドリ類の一部が、チメドリ類の主流とは別系統で、ズグロムシクイ属を内包することが明らかになった。これらは合わせてダルマエナガ科 Sylviidae となった。この際、かつてのチメドリ属 Alcippe が多系統だと判明し3–5分割され、うち2属がダルマエナガ科に移された。

## 属と種
国際鳥類学会 (IOC)による。ただし系統的にいくつかのグループに分けた。和名は厚生労働省などより。20属70種。

### ゴシキチメドリ
- Myzornis
  - Myzornis pyrrhoura, Fire‐tailed Myzornis, ゴシキチメドリ

### ズグロムシクイ類
- Parophasma
  - Parophasma galinieri, Abyssinian Catbird, ネコチメドリ
- Pseudoalcippe
  - Pseudoalcippe abyssinica, African Hill Babbler, アビシニアムジチメドリ
  - Pseudoalcippe atriceps, Ruwenzori Hill Babbler
- Horizorhinus
  - Horizorhinus dohrni, Dohrn’s Thrush‐Babbler, ヒタキチメドリ
- Lioptilus
  - Lioptilus nigricapillus, Bush Blackcap, ハシジロチメドリ
- Sylvia ズグロムシクイ属
  - Sylvia atricapilla, Eurasian Blackcap, ズグロムシクイ
  - Sylvia borin, Garden Warbler, ニワムシクイ
  - Sylvia nisoria, Barred Warbler, シマムシクイ
  - Sylvia curruca, Lesser Whitethroat, コノドジロムシクイ
  - Sylvia minula, Desert Whitethroat, コハッコウチョウ
  - Sylvia althaea, Hume’s Whitethroat, アルタイコノドジロムシクイ
  - Sylvia hortensis, Western Orphean Warbler （S. crassirostris 分離前の旧英名 Orphean Warbler、旧和名 メジロムシクイ）
  - Sylvia crassirostris, Eastern Orphean Warbler （↑から分離）
  - Sylvia leucomelaena, Arabian Warbler, オグロムシクイ
  - Sylvia nana, Asian Desert Warbler, サバクムシクイ
  - Sylvia deserti, African Desert Warbler
  - Sylvia communis, Common Whitethroat, ノドジロムシクイ
  - Sylvia undata, Dartford Warbler, オナガムシクイ
  - Sylvia sarda, Marmora’s Warbler, ネズミオナガムシクイ
  - Sylvia balearica, Balearic Warbler （↑から分離）
  - Sylvia deserticola, Tristram’s Warbler, チャバラムシクイ
  - Sylvia conspicillata, Spectacled Warbler, ミナミノドジロムシクイ
  - Sylvia cantillans, Subalpine Warbler, シラヒゲムシクイ
  - Sylvia moltonii, Moltoni’s Warbler （↑から分離）
  - Sylvia melanocephala, Sardinian Warbler, クロガシラムシクイ
  - Sylvia mystacea, Menetries’s Warbler, メネトリームシクイ
  - Sylvia rueppelli, Rüppell’s Warbler, ノドグロムシクイ
  - Sylvia melanothorax, Cyprus Warbler, キプロスムシクイ
  - Sylvia buryi, Yemen Warbler, アラビアカラムシクイ （P. buryi）
  - Sylvia lugens, Brown Warbler, チャイロカラムシクイ （P. lugens）
  - Sylvia subcaerulea, Chestnut‐vented Warbler, ケープカラムシクイ （P. subcaerulea）
  - Sylvia layardi, Layard’s Warbler, ムナフカラムシクイ （P. layardi）
  - Sylvia boehmi, Banded Warbler, ムナオビカラムシクイ （P. boehmi）

### キンムネチメドリ
- Lioparus（チメドリ科チメドリ属 Alcippe から分離）
  - Lioparus chrysotis, Golden‐breasted Fulvetta, キンムネチメドリ

### ノドジロチメドリ類
- Moupinia
  - Moupinia poecilotis, Rufous‐tailed Babbler, センニュウチメドリ
- Fulvetta ノドジロチメドリ属（チメドリ科チメドリ属 Alcippe から分離）
  - Fulvetta vinipectus, White‐browed Fulvetta, ノドジロチメドリ
  - Fulvetta striaticollis, Chinese Fulvetta, カンスーチメドリ
  - Fulvetta ruficapilla, Spectacled Fulvetta, チャミミチメドリ
  - Fulvetta danisi, Indochinese Fulvetta （↑から分離）
  - Fulvetta ludlowi, Brown‐throated Fulvetta, チャノドチメドリ
  - Fulvetta cinereiceps, Grey‐hooded Fulvetta, アリサンチメドリ
  - Fulvetta manipurensis, Manipur Fulvetta （F. cinereiceps から分離）
  - Fulvetta formosana, Taiwan Fulvetta （F. cinereiceps から分離）
- Chrysomma キンメセンニュウチメドリ属（Moupinia から分離）
  - Chrysomma sinense, Yellow‐eyed Babbler, キンメセンニュウチメドリ
  - Chrysomma altirostre, Jerdon’s Babbler, インドセンニュウチメドリ
- Rhopophilus
  - Rhopophilus pekinensis, Chinese Hill Warbler, カラチメドリ

### ダルマエナガ類
- Chamaea
  - Chamaea fasciata, Wrentit, ミソサザイモドキ
- Conostoma
  - Conostoma oemodium, Great Parrotbill, オオダルマエナガ
- Cholornis （Paradoxornis から分離）
  - Cholornis paradoxa, Three‐toed Parrotbill, ミユビダルマエナガ (P. paradoxus)
  - Cholornis unicolor, Brown Parrotbill, ヒマラヤダルマエナガ
- Sinosuthora ダルマエナガ属 （Paradoxornis から分離）
  - Sinosuthora conspicillata, Spectacled Parrotbill, メジロダルマエナガ (P. conspicillatus)
  - Sinosuthora webbiana, Vinous‐throated Parrotbill, ダルマエナガ (P. webbianus)
  - Sinosuthora alphonsiana, Ashy‐throated Parrotbill, ハイノドダルマエナガ (P. alphonsianus)
  - Sinosuthora brunnea, Brown‐winged Parrotbill, ウンナンダルマエナガ (P. brunneus)
  - Sinosuthora zappeyi, Grey‐hooded Parrotbill, ウスグロダルマエナガ
  - Sinosuthora przewalskii, Przevalski’s Parrotbill, ハイズキンダルマエナガ
- Suthora （Paradoxornis から分離）
  - Suthora fulvifrons, Fulvous Parrotbill, アカバネダルマエナガ
  - Suthora nipalensis, Black‐throated Parrotbill, キバネダルマエナガ
  - Suthora verreauxi, Golden Parrotbill, キンイロダルマエナガ
- Neosuthora （Paradoxornis から分離）
  - Neosuthora davidiana, Short‐tailed Parrotbill, ノドグロダルマエナガ (P. davidianus)
- Chleuasicus （Paradoxornis から分離）
  - Chleuasicus atrosuperciliaris, Pale‐billed Parrotbill, ズアカダルマエナガ
- Psittiparus （Paradoxornis から分離）
  - Psittiparus ruficeps, White‐breasted Parrotbill
  - Psittiparus bakeri, Rufous‐headed Parrotbill オオズアカダルマエナガ （↑から分離）
  - Psittiparus gularis, Grey‐headed Parrotbill, ハイガシラダルマエナガ
  - Psittiparus margaritae, Black‐headed Parrotbill （↑から分離）
- Paradoxornis
  - Paradoxornis flavirostris, Black‐breasted Parrotbill, ムナグロダルマエナガ
  - Paradoxornis guttaticollis, Spot‐breasted Parrotbill, ミミグロダルマエナガ
  - Paradoxornis polivanovi, Northern Parrotbill
  - Paradoxornis heudei, Reed Parrotbill, カオジロダルマエナガ